# Richard Andvord (diplomata)
Richard Andvord (1886. március 6. – 1965. január 26.) norvég diplomata. A norvég királyi család, VII. Haakon norvég király szárnysegédje. 1944. december 18-tól következő év május 18-ig, tehát a németek elleni brit győzelem napjáig a grini koncentrációs táborban raboskodott.

## Pályafutása
Andvord kereskedelmi iskolába járt Lipcsében és Oxfordban. 1911-től lovassági tiszt volt a norvég hadseregben, 1916 és 1927 között katonai attaséként dolgozott Bernben, Bécsben, Helsinkiben és Londonban. 1927 és 1930 között VII. Haakon király szárnysegédjeként tevékenykedett. 1930-ban lovassági századosnak léptették elő.
1944 decemberében a német megszállók letartóztatták ellenséges viselkedése miatt Hamarban, majd a grini koncentrációs táborba zárták. 1944. december 18-ától Norvégia felszabadulásáig, 1945. május 18-áig élt fogolyként.
1945-ben a királyi istállók igazgatója lett, és 1960-ig töltötte be ezt a pozíciót. A tisztség, az elnevezés ellenére, nem a lovakkal volt kapcsolatban. Andvord felelt a királyi család tulajdonában lévő gépjárművekért és minden autóhasználatért, amely összefüggésben volt az oslói palotával.  1959-ben megkapta a Szent Olav-rend parancsnoki fokozatát. Ezen kívül négy másik királyi kitüntetés és több külföldi érdemrend tulajdonosa volt. 1965-ben hunyt el.

## Fordítás
- Ez a szócikk részben vagy egészben  a   Richard Andvord (born 1886) című angol Wikipédia-szócikk fordításán alapul.  Az eredeti cikk szerkesztőit annak laptörténete sorolja fel. Ez a jelzés csupán a megfogalmazás eredetét és a szerzői jogokat jelzi, nem szolgál a cikkben szereplő információk forrásmegjelöléseként.